# آلبرت نیوتن (بازیکن فوتبال)
آلبرت نیوتن (انگلیسی: Albert Newton; ۱۳ مارس ۱۸۹۴ – ۱۹۷۵ (۸۰−۸۱ سال)) بازیکن فوتبال بود.
از باشگاه‌هایی که در آن بازی کرده‌است می‌توان به باشگاه فوتبال بارنزلی اشاره کرد.